# چچن
جمهوری چچن (به روسی: Чеченская Республика)، (به چچنی: Noxçiyn Respublika Noxçiyçö) یا چچنستان یا چچنیا یکی از جمهوری‌های خودمختار روسیه است. جمعیت این جمهوری در سرشماری سال ۲۰۰۲ میلادی ۱٬۱۰۳٬۶۸۶ نفر بوده و پایتخت و بزرگ‌ترین شهر آن شهر گروزنی است.

## تاریخچه

جمهوری چچنستان در نقشهٔ روسیه.

در روزگار باستان، دامنه‌های شمالی کوه‌های قفقاز محل زندگی اقوام چرکس در غرب و اقوام آوار در شرق بود. در بین این دو منطقه زیگی‌ها نواحی زیگ را اشغال کرده بودند که تقریباً منطقه‌ای است که امروزه در شمال آن اوستیا، بالکار، اینگوشتیا و جمهوری چچن قرار دارد. چچن منطقه‌ای در شمال قفقاز است که در درازای تاریخ دائماً در حال نبرد با کشورهای بیگانه بوده‌ است ، در زمان صفویه تعداد زیادی از چچن ها به مناطق مرکزی ایران کوچانده شدند . این نبردها ابتدا با ترک‌های عثمانی در سدهٔ ۱۵ آغاز شد. در نهایت چچنی‌ها به اسلام روی آورده و تنش‌ها با ترک‌ها رو به کاهش گذاردند. به‌هرحال درگیری‌ها با همسایگان مسیحی مانند گرجی‌ها و قزاق‌ها، همچنین با بودائیان کالمیک شدت یافت. در سال ۱۵۷۷، سپاه قزاق تِرِک روسی توسط قزاق‌های آزاد ساکن مناطق ولگا بسوی رودخانه تِرک، در مناطق پَست چچن شکل گرفت. در سال ۱۷۸۳، روسیه و پادشاهی گرجی کارتلی- کاختی (که در اثر تاخت و تاز ترکان ضعیف بود) عهدنامه گرجیوسک را امضاء کردند که بر طبق آن پادشاهی کارتلی- کاختی تحت حفاظت روسیه قرار گرفت. به منظور حفاظت از کانال‌های ارتباطی با گرجستان و دیگر مناطق فراقفقاز، امپراتوری روسیه آغاز به گسترش نفوذ خود بر کوه‌های قفقاز نمود. ریشه‌های مقاومت کنونی در مقابل حاکمیت روسیه در سده‌ی ۱۸ و سال‌های (۱۷۹۱ – ۱۷۸۵) قرار دارد که نتیجه‌ی گسترش نفوذ روسیه بر مناطقی که قبلاً زیر نفوذ امپراتوری عثمانی و ایران بود، قلمداد می‌شود. این مقاومت زیر رهبری منصور آشورما – یک شیخ نقشبندیه (تصوف) – با حمایت متزلزل قبایل قزاق شمالی انجام می‌شد. منصور امید داشت که بتواند یک کشور اسلامی ماوراءقفقاز تحت قوانین شریعت اسلامی ایجاد نماید ولی سرانجام، هم به دلیل مقاومت روسی و هم مخالفت بسیاری از مردم چچن(که خیلی از آن‌ها در آن زمان هنوز اسلام نیاورده بودند) موفق به انجام چنین هدفی نگردید. پرچم نهضت او پسانترها توسط شیخ شامل داغستانی از مردم آوار یعنی کسی که از سال ۱۸۳۴ تا ۱۸۵۹ علیه روسیه جنگید، برافراشته شد.

### حاکمیت شوروی

پرچم چچن و اینگوش

در هر زمانی که حکومت روسیه با بلاتکلیفی داخلی روبرو می‌شد، آتش شورش چچن به‌عنوان صفتی مشخص، شعله‌ور می‌گشت. شورش‌های چچن در دوران جنگ روسیه عثمانی (۱۸۷۸ – ۱۸۷۷)، انقلاب ۱۹۰۵ روسیه، انقلاب سال ۱۹۱۷ روسیه، جنگ داخلی روسیه و کمونیسم بالا گرفتند. در زمان حاکمیت شوروی و در اواخر دهه ۱۹۳۰، چچن با اینگوشیتیا متحد شده و جمهوری خود مختار چچن و اینگوشتیا را تشکیل دادند.
اگرچه چچن مجدد در دهه ۱۹۴۰ به تقابل با روسیه پرداخت، ولی نتیجه آن تبعید مردم چچن به جمهوری شوروی سوسیالیستی قزاقستان و سیبری در زمان جنگ جهانی دوم بود.
استدلال ژوزف استالین و برخی دیگر آن بود که این عمل به منظور جلوگیری مردم چچن از کمک به آلمان، در زمان جنگ جهانی دوم لازم، بوده‌ است. اگرچه جبهه آلمان هیچگاه به مرزهای چچن نرسید، یک جنگ چریکی فعال تهدید به تجمیع قدرت دفاعی شوروی در قفقاز نمود. (والنتین پیکول نویسنده شاخص در نوشتار تاریخی خود با نام بربروسا این‌گونه ادعا می‌کند که در سال ۱۹۴۲ و در حالی که شهر گروزنی خود را برای محاصره آماده می‌کرد، تمام هواپیماهای بمب‌افکن پایگاه جبهه قفقاز به جای رویارویی با آلمان در محاصره استالینگراد به اجبار جهت سرکوب شورشیان چچن اعزام شدند. همچنین پرتاب محموله‌های سری آلمان در چچن و شنود تبادلات رادیویی آلمان با شورشیان چچن امری عادی به‌حساب می‌آمد. پس از سال ۱۹۵۶ و طی دوران استالین‌زدایی تحت حکومت نیکیتا خروشچف، به مردم چچن اجازه برگشت به سرزمین خود داده شد.
سیاست‌های روسیه گرایی در چچن پس از سال ۱۹۵۶ و از طریق تخصص در زبان روسی که در بسیاری از زمینه‌های زندگی و پیشرفت در سیستم شوروی امری لازم به‌حساب می‌آمد، ادامه یافت. با فروپاشی اتحاد جماهیر شوروی در سال ۱۹۹۰، یک جنبش مستقل که در ابتدا با نام کنگره ملی چچن شناخته شد، به رهبری جوهر دودایف ژنرال سابق نیروی هوایی شوروی شکل گرفت. این جنبش با مخالفت بسیار شدید بوریس یلتسین رئیس‌جمهور فدراسیون روسیه مواجه شد. دلایل او برای این مخالفت عبارت بودند از: (۱) چچن از هویت مستقلی در داخل اتحاد جماهیر شوروی برخوردار نیست -هویتی که بالتیک، آسیای مرکزی و دیگر ایالات قفقازی از آن برخوردار بودند- بلکه جزئی از جمهوری فدراتیو سوسیالیستی روسیه شوروی بوده و بر طبق قانون اساسی شوروی این کشور حق انتزاع ندارد. (۲) در صورت اعطای چنین حقی به چچن، امکان پیوستن سایر گروه‌های نژادی داخل روسیه، مانند تاتارها به چچنی‌ها و درخواست انتزاع از فدراسیون روسیه متصور خواهد گردید. (۳) چچن از لحاظ موقعیت استراتژیک بر ساختارهای نفتی مسلط بوده و از اینرو امکان در مخاطره قرار دادن اقتصاد کشور و کنترل آن بر منابع نفتی را دارا است.

### جنگ‌های چچن
جمهوری مسلمان‌نشین چچن، از جمهوری‌های خودمختار روسیه در منطقه قفقاز، از سال ۱۹۹۴ تا ۱۹۹۹ به تناوب دست‌خوش شورش استقلال‌طلبانه و درگیری نظامی شورشیان با نیروهای روسی بود. در حالی‌که حرکت جدایی‌طلبانه این سرزمین به تدریج تحت تأثیر گروه‌های اسلامگرای تندرو قرار گرفته بود. ناآرامی چچن در سال‌های بعد باعث ناامنی در نقاط مختلف روسیه شد. جنگ داخلی چچن سرانجام به شدت توسط نیروهای مسلح فدراسیون روسیه سرکوب شد اما در سال‌های بعد، اقدامات خشونت‌آمیز گروه‌های چچنی در این جمهوری و سایر مناطق روسیه ادامه یافت که واکنش شدید دولت روسیه را در پی داشت. با این‌وجود طی چند سال اخیر، آرامش نسبی در چچن برقرار بوده‌است.

#### جنگ اول چچن

جنگ نخست چچن زمانی رخ داد که نیروهای روسی برای جلوگیری از جدا شدن چچن وارد یک جنگ دو ساله از سال ۱۹۹۴ تا ۱۹۹۶ گردیدند. علی‌رغم بهره‌گیری از نیروی انسانی و نظامی پر قدرت، تسلیحات و پشتیبانی هوایی نزدیک، نیروهای روسی به دلیل حملات بی‌شمار رعد آسا و موفق شورشیان چچن قادر به کنترل مؤثر و طولانی‌مدت مناطق کوهستانی نگردیدند. بحران گروگانگیری بیمارستان بودیونوفسک در سال ۱۹۹۵ باعث شگفتی افکار عمومی و ابراز محکومیت گسترده و بین الملی علیه شورشیان چچنی شد. در آوریل ۱۹۹۶ جوهر دودایف رئیس‌جمهور چچن طی حملهٔ هوایی نیروهای روسیه کشته شد. در همان سال و پس از بازپس‌گیری گروزنی توسط شورشیان چچنی تحت رهبری اصلان ماسخادوف، یک آتش‌بس توسط رئیس‌جمهور روسیه بوریس یلتسین اعلام شد و در همان سال پس از امضاء یک پیمان صلح، نیروهای روسی از منطقه خارج شدند.
جنگ یک شکست برای روسیه و علی‌رغم پیروزی، یک فاجعه برای چچنی‌ها بود. تخمین‌های محافظه کارانه تلفات نظامی روسیه را ۷۵۰۰ نفر به‌علاوه ۴۰۰۰ نفر جنگجوی چچنی و بیش از ۳۵۰۰۰ غیرنظامی برآورد می‌کنند _ که در کل عدد ۴۶۵۰۰ کشته را رقم می‌زند. دیگر تخمین‌ها این تعداد را بین ۸۰۰۰۰ تا ۱۰۰۰۰۰ نفر اعلام می‌کنند.

#### جنگ دوم چچن
جنگ دوم چچن عبارت بود از یک عملیات نظامی که توسط روس‌ها در سال ۱۹۹۹ آغاز و به تصرف مجدد چچن انجامید که به‌دنبال اولین جنگ چچن، به‌طور موجز استقلال غیررسمی خود را به‌عنوان جمهوری چچن ایچکریا اعلام نموده بود. اگرچه نبردهای عملی تا به امروز ادامه یافته‌اند، عملیات نظامی و سیاسی روسیه در استقرار رژیم هوادار مسکو و حذف اکثر رهبران تجزیه طلب شامل رئیس‌جمهور اسبق و رهبران نظامی شاخص، موفق بوده‌اند.

### نقش روسیه در چچن

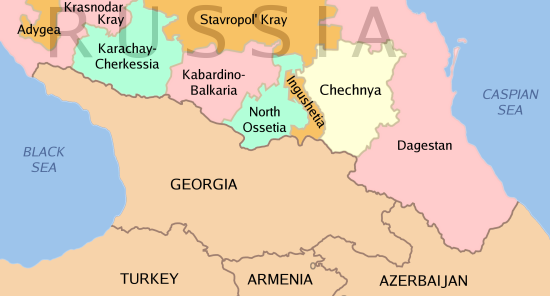

چچن از نظر تجزیه طلبان آن به‌عنوان جمهوری مستقل و از نظر طرفداران دولت فدرال جمهوری فدرال است. قانون اساسی محلی این کشور در تاریخ ۲ آوریل سال ۲۰۰۳ و پس از برگزاری یک رفراندم کلی در این کشور که در مورخه ۲۳ مارس سال ۲۰۰۳ برگزار گردید، رسمیت یافت. برگزاری این رفراندم با استانداردهای بین‌المللی بسیار تفاوت داشت. رسمیت اعلام شده بیشتر از حد واقعی به‌نظر می‌رسد. کنترل تیپها یا اقوام محلی بروی برخی چچنی‌ها علی‌رغم وجود ساختارهای موافق و مخالف روسیه وجود داشته و دارد.
از سال ۱۹۹۰، جمهوری چچن شاهد درگیری‌های قانونی، نظامی و مدنی بین جنبش‌های تجزیه طلب و مقامات طرفدار روسیه بوده‌است. انگیزه‌های روس‌ها و چچنی‌ها در این درگیری‌ها بسیار پیچیده‌است. به‌طور اصولی، مشکل روسیه در چچن مربوط به ترس آن از استقلال چچن و آن است که در این صورت مناطق بیشتری جدا شده و به از همپاشیدگی روسیه انجامد. منافع اقتصادی نیز عامل دیگر این نگرانی است: همچنین خصومت دو جانبه دو ملت، دیگر عامل درگیری‌های دراز مدت بین روسیه و چچن به حساب می‌آید.

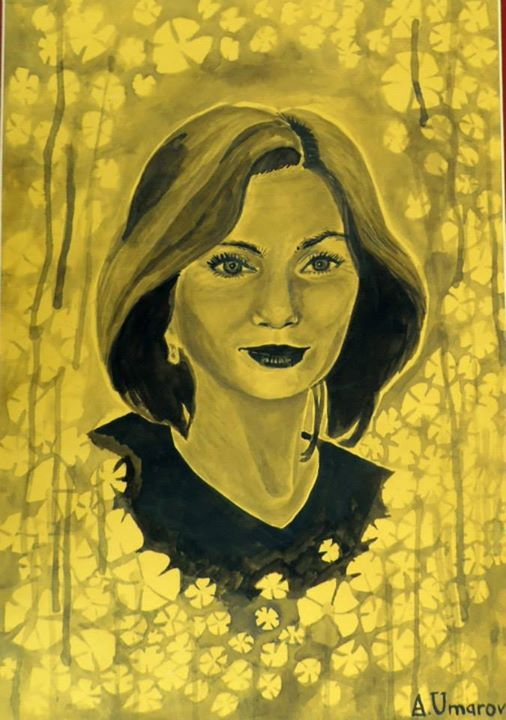
ناتالیا استمیرووا، فعال حقوق بشر، روزنامه‌نگار، آموزگار اهل اتحاد جماهیر شوروی بود. وی در حال بررسی موارد نقض حقوق بشر به وسیله نیروهای طرفدار دولت فدارسیون روسیه در جمهوری چچن بود.

در داخل چچن گروه‌های مختلفی وجود دارند که علت جنگ‌شان با روسیه به عوامل مختلف سیاسی، اقتصادی یا انگیزه‌های عقیدتی برمی گردد. اساس برخی از این عوامل ناشی از نفرت و آرزوی گرفتن انتقام از اعمال نظامی و سیاسی گذشته روسیه در منطقه‌ است. بدترین اعمال از این دست، عمل تبعید اجباری کل مردم کشور به سیبری در دهه ۱۹۴۰ است که نتیجه آن مرگ یک چهارم جمعیت کشور بود. ترکیب این انگیزه‌ها باعثی بر ایجاد دوره‌های خشونت و نفرت گردید که اغلب آتش درگیری‌های محلی را شعله‌ور ساخته و فرهنگ نظامی‌گری که افراد کشور مایل به بسیج شدن تحت لوای یک رهبر می‌نماید را رواج داده‌ است. از دیگر عوامل مؤثر در درگیری‌های طولانی مدت می‌توان از بیکاری و فقر نام برد.
احمد قدیروف رهبر نظامی تجزیه طلب سابق که از نظر اکثر تجزیه طلبان یک خائن شناخته می‌شد، در تاریخ ۵ اکتبر سال ۲۰۰۳ با ۸۳٪ آرای یک انتخابات که توسط ناظران بین‌المللی کنترل شد، به ریاست جمهوری رسید. موارد تقلب در انتخابات و ارعاب رای‌دهندگان توسط سربازان روس و عدم شمول گروه‌های تجزیه طلب در انتخابات ازجمله تخلفات انتخاباتی بود که بعدها توسط ناظران او اس سی دی مطرح شد. رودنیک دادایف رئیس شورای امنیت چچن و آناتولی پوپوف نخست‌وزیر است. در تاریخ ۹ مه سال ۲۰۰۴، قدیروف در استادیوم فوتبال گروزنی و در اثر انفجار یک مین زمینی که در زیر قسمت افراد عالی‌رتبه کار گذاشته شده و در سکوی سان رژه یادبود جنگ جهانی دوم منفجر گردید، کشته شد. پس از این حادثه، سرگئی آبراموف به‌عنوان سرپرست اجرایی نخست‌وزیری منصوب شد. به هر حال، در سال ۲۰۰۵ و به‌دنبال یک سانحه رانندگی در مسکو، سرگئی آبراموف از ادامه عملکرد به‌عنوان نخست‌وزیر ناتوان گردید. پس از این سانحه رمضان قدیروف (پسر احمد قدیروف) عهده‌دار امور اجرائی نخست‌وزیری شده و در تاریخ ۱ مارس سال ۲۰۰۶ آبراموف از مقام خود به‌عنوان نخست‌وزیر استعفاء نمود. آبراموف به خبرگزاری ایتار تاس گفت: «شرط من برای استعفاء آن بود که رمضان قدیروف رهبری دولت چچن را برعهده بگیرد؛ زیرا من صمیمانه اعتقاد دارم که این تصمیمی صحیح است.»
بسیاری اعتقاد دارند که رمضان قدیرف در صورت عدم منع، به ادامه راه پدر خود می‌پرداخت. بنا بر اظهار بسیاری از منتقدان، او ثروتمندترین و قدرتمندترین مرد داغستان به حساب می‌آید که دلیل این امر نیز تسلط او بر گروه شبه نظامی خصوصی گسترده معروف به «قدیروفسکی» است. این گروه شبه نظامی که اصلیت آن در نیروهای امنیتی پدر وی بوده‌ است توسط سازمان‌های حقوق بشر مانند ناظران حقوق بشر، متهم به کشتار و آدم‌ربایی است.
در تاریخ ۲۹ اوت سال ۲۰۰۴ یک انتخابات ریاست جمهوری جدید برگزار شد. بنا به اظهار کمیسیون انتخاباتی چچن، الو الخان اف وزیر سابق کشور چچن توانست بیش از ۵۰٪ در صد آراء را بخود اختصاص دهد که میزان شرکت کنندگان در این انتخابات حدود ۸۰٪ واجدان شرایط رای دادن بود. بسیاری از ناظران مانند وزارت امور خارجه ایالات متحده آمریکا، فدراسیون بین‌المللی حقوق بشر هلسینکی و همچنین گروه‌های مخالف با طرح مسائلی از جمله عدم صلاحیت رقیب مطرح یعنی مالک سعدولی اف از لحاظ فنی، صحت انتخابات را مورد سؤال قرار دادند. وضعیت رای‌گیری نیز از جمله موارد زیر سؤال بود، ولی هیچ شکایت رسمی واصل نشد. بر این انتخابات ناظران بین‌المللی مانند کشورهای مستقل همسود و اتحادیه کشورهای عرب نظارت کردند؛ علی‌رغم دعوت از ناظران غربی، این ناظران به نشان اعتراض به بی نظمی‌های سابق از شرکت در امر نظارت انتخابات امتناع ورزیدند.
در حال حاضر علاوه بر دولت مورد نظر روسیه، یک دولت جدائی طلب دیگر که توسط هیچ کشوری به رسمیت شناخته نشده‌است نیز وجود دارد (اگر چه به اعضای این دولت توسط کشورهای اروپائی، عرب و همچنین ایالات متحده پناهندگی سیاسی اعطاء شده‌است). این دولت جدائی طلب توسط گرجستان به رسمیت شناخته شد. (زمانیکه رئیس‌جمهور گرجستان زویاد گامساخوردیا و رئیس‌جمهور چچن جوهر دودایف بودند. در سال ۱۹۹۹ دولت طالبان در افغانستان چچن مستقل را به رسمیت شناخته و در مورخه ۱۶ ژانویه سال ۲۰۰۰ سفارتخانه این کشور را در کابل افتتاح کرد. این به‌رسمیت‌شناسی با سقوط طالبان در سال ۲۰۰۱ متوقف شد. اصلان ماسخادوف رئیس‌جمهور این حکومت مستقل و الیاس اخمادوف که سخنگوی ماسخادوف بود، به‌عنوان وزیر امور خارجه آن فعالیت می‌نمود. در حال حاضر، الیاس اخمادوف به‌عنوان پناهنده سیاسی در ایالات متحده به‌سر می‌برد. اصلان ماسخادوف در یک انتخابات که با نظارت بین‌المللی و در سال ۱۹۹۷ انجام شد، برای یک دوره ۴ ساله به ریاست جمهوری برگزیده گردید و پس از امضاء و توافق روسیه دوره کار خود را آغاز نمود. او در سال ۲۰۰۱ با صدور فرمانی دوره ریاست جمهوری خود را یک سال دیگر تمدید کرد. او به دلیل منع گروه‌های جدایی طلب از شرکت در انتخابات از سوی روسیه، از شرکت در انتخابات سال ۲۰۰۳ بازماند و روسیه او را به شرکت در اقدامات تروریستی در داخل خاک خود متهم ساخت. ماسخادوف در آستانه آغاز جنگ دوم چچن، گروزنی را ترک و به سمت مناطق تحت کنترل جدایی طلبان در جنوب، عزیمت نمود. رئیس‌جمهور ماسخادوف در تأثیرگذاری برشماری از رهبران نظامی که کنترلی شایان بر مناطق چچن داشتند ناکام مانده و در نتیجه قدرتش را از دست داد. او حمله نیروهای شورشی به بسلان را محکوم نمود و در عین حال سعی داشت فاصله خود از شامیل باسایف رهبر اسلامی منطقه و شخصی که مسئولیت حملات را برعهده گرفته بود، حفظ کنند. او در تاریخ ۸ مارس سال ۲۰۰۵ توسط نیروهای روسی به قتل رسید. قتل ماسخادوف توسط نیروهای روسی به‌طور گسترده مورد انتقاد قرار گرفت، زیرا دیگر هیچ رهبر «میانه‌رو» از گروه‌های جدائی طلب و به منظور ادامه مذاکره با روسیه باقی نمانده بود.
بلافاصله پس از برگزاری انتخابات سال ۱۹۹۷، اخمد زاکایف معاون نخست‌وزیر و وزیر امور خارجه دولت ماسخادوف به‌عنوان رئیس‌جمهور تعیین گردید. او هم‌اکنون در انگلستان و تحت پناهندگی سیاسی این کشور زندگی می‌کند. او به همراه دیگر افراد نزدیک به عبدالخلیم سعدولی اف که به‌دنبال مرگ ماسخادوف به‌عنوان جانشینان او به قدرت رسیدند، باسایف را کنار گذاردند. به‌هرحال بر طبق گزارش‌های واصله، باسایف مخالفت را کنار گذاشته و به‌عنوان یکی از هواداران سعدولی اف درآمده‌ است. سعدولی اف قبلاً یک قاضی نسبتاً ناشناس اسلامی بود که در یک برنامه اسلامی در تلویزیون چچن، مجری‌گری می‌کرد. نقش او به‌عنوان یک شورشی نیز نامشخص بود که باعث شد روسیه و دیگران اینطور تصور کنند که انتخاب وی باعث ادامه نهضت باسایف خواهد گردید. با وجود سعدولی اف به‌عنوان فرد شاخص و در عین کمبود رهبران شاخص که در ترکیب نیروهای جدائی طلب چچن باقی‌مانده بودند، در تاریخ ۱۷ ژوئن سال ۲۰۰۶ گزارش شد که نیروهای مخصوص روسیه در طی یک تهاجم، عبدالخلیم سعدولی اف را در شهر آرگان به قتل رساندند. به گزارش نیویورک تایمز، کانال‌های تلویزیون روسیه تصاویر مدهشی از یک جسد را نشان دادند که به‌نظر می‌رسید متعلق به سعدولی اف باشد. همچنین یک وبگاه مرتبط با شورشیان چچن بنام کاوکاز سنتر نیز خبر مرگ وی را تأیید و از او به‌عنوان یک شهید یاد نمود. پس از سعدولی اف، دوکا عمراف به‌عنوان جانشین وی انتخاب شد. در تاریخ ۱۰ ژوئیه سال ۲۰۰۶، سرویس امنیت فدرال روسیه اعلام نمود که نیروهای امنیتی با انفجار یک کامیون بمب‌گذاری شده در نزدیکی کاروان حامل جدایی طلبان در شهر اینگاشتیا، باسایف و حدود ۱۲ جدائی طلب دیگر را به قتل رساندند. جدائی طلبان چچن این خبر را تکذیب و اعلام کردند که باسایف در اثر یک سانحه انفجار کامیون حامل مواد منفجره که به‌طور تصادفی اتفاق افتاده کشته شده‌است.

## جغرافیا
با قرار گرفتن در بخش شرقی شمال قفقاز، چچن تقریباً از همه سو به منطقه فدرال روسیه محدود می‌گردد. مرزهای این کشور در غرب به اوستیای شمالی و اوستیای جنوبی و اینگوشتیا، در شمال به استاوروپل کاری، در شرق به داغستان و در جنوب به گرجستان ختم می‌گردد. پایتخت این منطقه خود مختار شهر گروزنی است.

- منطقه: ۱۹۳۰۰ کیلومتر مربع
- مرزها:
  - داخل روسیه
    - داغستان
    - اینگوشتیا
    - اوستیای شمالی-آلانیا
    - استان استاوروپل

  - خارجی:
    - گرجستان

  - رودخانه‌ها:
    - ترک
    - سونژا
    - رود آرگون

## اقتصاد
در طی سال‌های جنگ اقتصاد چچن سقوط نمود. تولید ناخالص داخلی، چنانچه مطمئن محاسبه شده باشد، تنها به‌میزان کسری از سطح قبل از جنگ رسید. مشکلات اقتصاد چچن بر اقتصاد جمهوری فدرال روسیه نیز تأثیر داشت. در دهه ۱۹۹۰ شماری از تبهکاری‌های مالی از طریق موسسات مالی چچن انجام گردیدند. از سوی دیگر چچن بیشترین نرخ عملیات انجام شده مالی در داخل فدراسیون روسیه به دلار آمریکا به جای روبل روسیه را داشته‌ است. موارد زیادی از چاپ اسکناس‌های دلار تقلبی نیز در این کشور به چشم خورد. در سال ۱۹۹۴، جدایی طلبان قصد معرفی ارزی تازه با نام ناهار را داشتند که این اقدام با اشغالگری مجدد چچن توسط سربازان روس در خلال جنگ اول چچن ناکام ماند.
در نتیجه جنگ، تقریباً ۸۰٪ پتانسیل‌های اقتصادی چچن نابود گردید. تنها بخش اقتصادی که تا به حال بازسازی شده صنعت نفت است. تولید نفت این کشور در سال ۲۰۰۳ میلادی حدود سالیانه ۵.۱ میلیون تن متر(معادل سی هزار بشکه در روز) تخمین زده شد که از بالاترین سطح تولید یعنی ۴ میلیون تن متر دهه ۱۹۸۰ بسیار پایین‌تر بود. تولید سال ۲۰۰۳ چچن معادل ۶.۰٪ کل تولید نفت در روسیه برآورد گردید. سطح بیکاری در این کشور بالا بوده و بین ۶۰ و ۷۰ درصد در نوسان است. علی‌رغم پیشرفت‌های اقتصادی، هنوز هم اموری مانند قاچاق و دادوستد پایاپای بخش قابل ملاحظه‌ای از اقتصاد چچن را در بر می‌گیرد.
بنابر گزارش دولت روسیه، از سال ۲۰۰۰ میلادی، بیش از دو میلیارد دلار صرف بازسازی اقتصاد چچن شده‌است. به‌هرحال بنابر گزارش آژانس مرکزی کنترل اقتصاد روسیه (شیوتنایا پالاتاً)، بیش از ۳۵۰ میلیون دلار صرف این امر نگردیده‌ است.
از سال ۲۰۰۶ شرکت مگافون (موبی کام – کاوکاز) با ۳۰۰,۰۰۰ مشترک، تنها شرکت فعال در زمینه تلفن همراه در چچن است. این در حالی است که شرکت‌های ام‌تی‌اس و ویمپل‌کام نیز مجوزهای لازم را اخذ کرده‌اند.

## مردم‌شناسی
بر اساس تخمین‌های سال ۲۰۰۴، چچن دارای جمعیتی بالغ بر ۱.۱ میلیون نفر است. بر اساس گزارش‌های سال ۲۰۰۲، جمعیت چچنی‌ها بالغ بر ۱,۰۳۱,۶۴۷ نفر بوده و ۹۳.۵٪ جمعیت این جمهوری را تشکیل می‌دهند. گروه‌های دیگر شامل روس‌ها (۴۰۶۴۵ نفر یا ۳.۷٪)، قموق‌ها (۸۸۸۳ نفر یا ۰.۸٪)، و گروه‌های جمعیتی کوچک‌تر که هر کدام کمتر از ۰.۵٪ کل جمعیت را تشکیل می‌دهند، می‌گردد.
دین اکثر چچنی‌ها اسلام و مذهب آن‌ها سنی است. این کشور در دوره بین قرون ۱۶ تا ۱۹ به دین روی آورد. پس از فروپاشی اتحاد جماهیر شوروی، روس‌های نژادی حدود ۲۳٪ جمعیت (۲۶۹,۰۰۰ نفر در سال ۱۹۸۹) را تشکیل می‌دادند. بخاطر وجود جنایات گسترده و تسویه نژادی انجام شده توسط دولت دزوخار دادایف، بخش عمده جمعیت غیر چچن (و همین‌طور بسیاری از چچنی‌ها) در طول دهه ۱۹۹۰ از کشور فرار کردند.
زبان‌های مورد استفاده در این جمهوری عبارت‌اند از چچنی و روسی. زبان چچن متعلق به وایناخ یا خانواده زبانشناسی قفقازی شمال – مرکزی بوده که در عین حال شامل اینگاش و بتسب نیز است. برخی از روشنفکران جایگاهی گسترده‌تر برای این خانواده زبانی در نظر گرفته و آن را در خانواده خانواده اصلی زبانی ایبریائی – قفقازی جای می‌دهند.
- جمعیت: ۱,۱۰۳,۶۸۶ (۲۰۰۲) – اعداد مناقشه‌آمیز هستند
  - شهری: ۳۷۳,۱۷۷ (۳۳.۸٪)
  - روستائی: ۷۳۰,۵۰۹ (۶۶.۲٪)
  - مرد: ۵۳۲,۷۲۴ (۴۸.۳٪)
  - زن: ۵۷۰,۹۶۲ (۵۱.۷٪)
  - سن متوسط: ۷.۲۲٪
  - شهری: ۸.۲۲٪
  - روستائی: ۷.۲۲٪
  - مرد: ۶.۲۱٪
  - زن: ۹.۲۳٪
  - تعداد خانوار: ۱۹۵,۳۰۴ (با ۱,۰۶۹,۶۰۰ نفر جمعیت)
  - شهری: ۶۵,۷۴۱ (با ۳۶۵,۵۷۷ نفر جمعیت)
  - روستائی: ۱۲۹,۵۶۳ (با ۷۰۴,۰۲۳ نفر جمعیت)

## خواندنی‌های بیشتر
- خاسان بایف. «سوگند: یک جراح زیر آتش». شابک ۸–۱۴۰۴–۸۰۲۷–۰
- ویاچسلاو میرونوف. Ya byl na etoy voyne.  (من در جنگ شرکت داشته‌ام) بیب لایون – روسکایا کنیگا، ۲۰۰۱ بخش از ترجمه در آدرس اینترنتی  موجود است.
- ماتیو ایوانگلیستا، «جنگ‌های چچن:» آیا روسیه راه اتحاد جماهیر شوروی را در پیش خواهد گرفت؟". شابک ۳–۲۴۹۹–۸۱۵۷–۰
- روی کنراد. «چند روز…» قابل دسترسی بروی سایت
- اولگا اولیکر، «جنگ‌های روسیه و چچن ۲۰۰۰–۱۹۹۴: درس هائی از نبرد خیابانی» شابک ۳–۲۹۹۸–۸۳۳۰–۰ (یک تحلیل استراتژیکی و تاکتیکی جنگ‌های چچن)
- چارلوتا گال اند توماس دی وال، «چچن: یک جنگ با پیروزی کوچک» شابک ۷–۳۵۰۷۵–۳۳۰–۰
- پل جی. دکتر مورفی. «شیران اسلام: روسیه و ترور چچن» شابک ۷–۸۳۰–۵۷۴۸۸–۱
- آناتول لیوون. «سنگ قبر اقتدار روسیه» شابک ۱–۰۷۸۸۱–۳۰۰–۰
- جان دی. دانلوپ. «تقابلات روسیه با چچن: ریشه‌های درگیری‌های جدائی طلبانه» شابک ۱–۶۳۶۱۹–۵۲۱–۰
- پل خلبنیکوف. Razgovor s varvarom " (مصاحبه با بربریت) شابک ۱–۰۵۷–۸۹۹۳۵–۵. قابل دسترسی کلی بروی سایت
- ماری بنینگ سون بروکس اپ. «موانع شمال قفقاز: روس‌ها به سمت سرزمین مسلمانان پیشروی می‌نمایند.» شابک ۱–۰۶۹–۸۵۰۶۵–۱
- آنا پلیت کوفسکایا. «یک‌گوشه کوچک از جهنم: برداشت هائی از چچن» شابک ۰–۶۷۴۳۲–۲۲۶–۰
- کریس برد. «گرفتن یک تاتار: یادداشت هائی از قفقاز»" [شابک ۵-۶۵۰۶-۷۱۹۵-۰]
- کارلوتا گال، توماس دی وال، «چچن: فاجعه در قفقاز» [شابک ۵-۳۱۳۲-۸۱۴۷-۰]
- یوان بورناشتاین و مارک ریبوسکی، «یازده روز جهنمی: داستان حقیقی از ربوده شدن من، ترور، شکنجه نجات تاریخی اف‌بی‌آی و کا گ ب» آتور هاوس، ۲۰۰۴. شابک ۳–۹۳۰۲–۴۱۸۴–۱